# Action learning
L'action learning, espressione inglese che letteralmente significa "apprendimento d'azione", è una metodologia di apprendimento che permette lo sviluppo delle persone, dei gruppi e delle organizzazioni attraverso l'esperienza concreta.
È un processo che facilita e ottimizza il funzionamento di gruppi di persone che si uniscono per affrontare sfide reali e allo stesso tempo per imparare dall'esperienza attraverso la riflessione e l'azione, favorendo così l'apprendimento individuale, di gruppo e organizzativo.
I gruppi di action learning lavorano su problemi individuali o collettivi focalizzandosi sull'uso di domande e riflessioni per estendere la propria capacità di pensiero, prendere coscienza del proprio livello di conoscenza e delle informazioni realmente disponibili, e creare nuove idee.
Il coach di action learning è il gestore del processo e focalizza il gruppo sui punti chiave per l'apprendimento e per l'ottimizzazione del funzionamento del gruppo.
Gli obiettivi dell'action learning sono sia la risoluzione del problema sia l'apprendimento del gruppo, a pari livello di importanza.
Uno degli aspetti più significativi della crescita personale e professionale dell'action learning è che avviene senza togliere tempo all'attività lavorativa.

## Componenti
Per parlare di action learning è opportuno individuare alcuni componenti essenziali:
1. "Un problema (opportunità, proposta, progetto, questione, compito)". L'action learning si concentra su un problema, un'opportunità, una proposta, un progetto, una questione o un compito di grande importanza per un individuo, un gruppo o un'organizzazione. Il problema dovrebbe essere significativo e urgente, dovrebbe anche fornire l'opportunità al gruppo di apprendere, generare conoscenza e sviluppare abilità individuali, di gruppo o dell'intera organizzazione.
2. "Un gruppo di action learning". In modo ideale è composto da 4-8 persone di diverso background ed esperienza. Le diversità all'interno del gruppo forniscono diverse prospettive e punti di vista "freschi" e innovativi. Le responsabilità per la soluzione del problema e l'implementazione delle strategie e delle linee guida dovrebbero essere assegnate al gruppo per non far mancare energia e motivazione durante la ricerca delle soluzioni.
3. "Il metodo basato su domande perspicaci e ascolto riflessivo". L'action learning affronta i problemi attraverso un processo composto da:
  - Domande volte a chiarire e condividere la natura esatta del problema
  - Riflessione e identificazione delle soluzioni possibili
  - Identificazione e conduzione di un piano di azione condiviso
Le domande aumentano il dialogo e la coesione all'interno del gruppo, generano modalità di pensiero innovative e migliorano l'apprendimento.
4. "Le azioni sul problema". L'apprendimento non avviene fino a quando non si riflette sulle azioni compiute, pertanto l'action learning richiede che il gruppo sia in grado di compiere azioni sul problema che deve risolvere. Se il gruppo genera solamente raccomandazioni perde energia, creatività e motivazione.
5. "L'impegno per l'apprendimento". Risolvere un problema dell'organizzazione fornisce benefici immediati di breve periodo. Tuttavia i benefici maggiori e di più lungo periodo sono ottenuti dagli insegnamenti tratti da ogni membro del gruppo, dal gruppo nel suo insieme e dalle aree dell'organizzazione in cui questi insegnamenti vengono adottati.
6. "Il coach in action learning". Il coach aiuta i membri del gruppo di lavoro a riflettere sia su "che cosa" si impara sia sul "come" si risolve il problema. Il coach permette al gruppo di riflettere sulle proprie modalità di ascolto, su come si sta eventualmente riformulando il problema, come si sta fornendo feedback, come si sta pianificando e lavorando, e quali sono le credenze sulle quali si decidono le azioni. Inoltre il coach aiuta il gruppo a focalizzarsi su che cosa sta realizzando, quali sono le difficoltà incontrate, quale processo decisionale sta adottando e le implicazioni di tale processo.

### Caratteristiche
Le caratteristiche salienti dell'action learning sono date dal confronto tra i partecipanti su problemi reali che si riscontrano nell'ambiente lavorativo, in modo che l'apprendimento sia così rivolto allo sviluppo professionale del singolo e/o del gruppo in vista dell'acquisizione di una maggiore efficacia nell'attività lavorativa quotidiana. Inoltre perché si possa parlare di action learning devono essere presenti almeno tre caratteristiche:
1. l'azione deve svolgersi in contesti reali, piuttosto che in contesti di simulazione. I partecipanti sono chiamati a lavorare su progetti definiti e reali;
2. tutti i partecipanti del gruppo (Set) devono essere e sentirsi coinvolti.
3. l'attenzione deve essere rivolta soprattutto al processo d'apprendimento.

Vanno sottolineati due aspetti fondamentali affinché l'action learning possa funzionare: la rilevanza e significatività della sfida o del problema da affrontare e la responsabilità del gruppo.
Fondamentale, inoltre, in un processo di action learning è la presenza del coach: il gestore del processo che focalizza il gruppo sui punti chiave per l'apprendimento e per l'ottimizzazione del funzionamento del gruppo.
L'apprendimento che deriva da questo tipo di azione risulta essere qualcosa di più rispetto ad un semplice "learning by doing" (imparare facendo) ed è caratterizzato da un apprendimento ottenuto da interventi di sviluppo formali ed informali, in cui viene mantenuto però il pregio del learning by doing ovvero la crescita personale e professionale che avviene senza togliere tempo all'attività lavorativa.
L'action learning viene collocato tra le formazioni in contesti reali appartenente ai training on the job.
Il concetto principale dell'action learning è quindi quello che non vi possa essere apprendimento senza azione, né azione senza apprendimento, da qui la sinergia e la ricerca di metodi come apprendimento esperienziale, problem solving e apprendimento collaborativo che vadano a facilitare e favorire l'apprendimento.
L'apprendimento si svolge all'interno di un processo ciclico in cui si analizza l'azione e si riflette su essa per poi passare alla progettazione dell'azione successiva o alternativa sulla base delle conclusioni raggiunte.

### Attori
Gli attori fondamentali dell'Action Learning sono:
1. il gruppo: lavora su problemi individuali o collettivi focalizzandosi sull'uso di domande e riflessioni per estendere la propria capacità di pensiero, prendere coscienza del proprio livello di conoscenza e delle informazioni realmente disponibili, e creare nuove idee; è necessario che tutti i membri del gruppo siano coinvolti nelle attività perché si realizzino gli obiettivi del action learning.
2. l'Action Learning Coach: è il gestore del processo e focalizza il gruppo sui punti chiave per l'apprendimento e per l'ottimizzazione del funzionamento del gruppo. Al coach viene richiesta una competenza fondamentale ovvero quella di gestire gli spazi e i tempi in modo tale che tutti possano apportare il loro contributo al lavoro che il gruppo è chiamato a realizzare. Il docente o coach funge da guida nell'"apprendimento per scoperta" dei suoi discenti aiutandoli a intravedere negli elementi a loro disposizione una via d'uscita.

Il processo di guida del coach si articola in quattro momenti principali:
il primo è modelling (modellamento) in cui il discente senza l'aiuto del coach cerca di rendere visibili i diversi passaggi effettuati per svolgere il compito; successivamente si passa allo scaffolding (impalcatura) in cui il coach interviene offrendo il suo supporto al discente che sta svolgendo i suoi primi compiti; la terza fase è rappresentata dal fading (svanimento) in cui il supporto del coach si fa sempre meno pressante e il discente è in grado di svolgere il compito in autonomia; l'ultima fase è rappresentata dal coaching (allenamento) in cui, anche se il discente è in grado di agire in autonomia il coach funge da guida nelle attività da svolgere, nel valutare le difficoltà del compito ed effettuare una diagnosi degli eventuali problemi.

### Contesti
L'action learning viene solitamente applicato in due contesti di apprendimento quello individuale e quello organizzativo:
- per quanto concerne l'individuo consente di migliorare le capacità di apprendimento, la capacità di analisi, le abilità professionali (skills), le capacità di lavorare in gruppo e per progetto, la gestione dei processi di cambiamento.
- dal punto di vista dell'organizzazione permette di aumentare le capacità di affrontare il cambiamento, sensibilizzare l'intero contesto verso i processi di apprendimento, valorizzare le conoscenze già presenti ma ancora implicite, migliorare il clima e la comunicazione interpersonale.

### Vantaggi e svantaggi
L'action learning presenta enormi vantaggi, ma è necessario anche tener in considerazione gli svantaggi che si presentano e che devono essere tenuti sotto controllo.
Vantaggi dell'action learning:
- propone un modo intelligente e creativo per agire ed apprendere allo stesso tempo, cosa fondamentale nell'ambiente di lavoro che muta continuamente e velocemente e che affronta sfide imprevedibili;
- può aiutare a risolvere i problemi e difficoltà con grado di complessità elevato che si possono presentare all'improvviso;
- è uno strumento per formare;
- si possono produrre organizzazioni di apprendimento e trasformare la cultura aziendale;
- fornisce risultati osservabili nella quotidianità dell'investimento fatto in formazione:
- quando l'apprendimento è direttamente importante nella vita degli adulti sono più motivati ad apprendere e saranno in grado di valutare cosa sarà utile utilizzare e cosa non va utilizzato nell'ambiente lavorativo.

Svantaggi dell'action learning:
- per rendere più efficace l'intervento di formazione è utile programmare più eventi di Action Learning;
- è indispensabile prefissare obiettivi e collaborare con personale competente;
- il rischio è quello che il cambiamento generato dal team di action learning richieda altri cambiamenti all'interno dell'organizzazione e coloro che non hanno partecipato al processo possono essere di ostacolo

## Storia
La nascita dell'action learning è molto recente, e la storia è ancora da scrivere in quanto tuttora è un tema in fase di innovazione e aggiornamento, ancora poco conosciuto e utilizzato.

### Le origini
Le basi su cui si fonda l'action Learning provengono dal lavoro di Reg Revans, un fisico di Cambridge che introdusse il processo in Inghilterra negli anni '50. Il modello fu basato sul riconoscimento dei pattern dei dialoghi interdisciplinari con i colleghi che occorrevano frequentemente tra i vari scienziati nei laboratori di Cambridge. Fu impressionato da come un brillante gruppo di individui avesse raggiunto la consapevolezza dell'efficacia di sfruttare le differenze di ognuno (prospettiva, conoscenza, idee) per risolvere alcuni dei problemi più difficili delle loro ricerche.
Revans utilizzò per la prima volta il processo strutturato dell'action learning con un gruppo di manager provenienti dalle miniere di carbone inglesi. Il gruppo usò la tecnica per risolvere le questioni di ciascun sito di produzione. Chi partecipò al gruppo di action learning mostrò un aumento medio delle performance intorno al 30%. Le performance di chi non partecipò rimasero costanti.
Revans utilizzò l'action learning in Europa  ed emigrò negli Stati Uniti negli anni settanta.
L'idea di Revans si traduce in una semplice formula: L=P+Q dove L sta per learning, P sta per programmed knowledge cioè la conoscenza che deriva da testi sull'argomento e che quindi già esiste ed infine Q che sta per questioning cioè la capacità che le persone hanno quando si trovano a dover risolvere un problema, a farsi delle domande su di esso e quindi di generare soluzioni nuove, non presenti nella letteratura esistente.
La tecnica di Revans prevede la costituzione di gruppi di lavoro formati da manager di diverse divisioni che si riuniscono periodicamente per cercare le soluzioni ad un loro problema reale. In questo sono affiancati da un trainer con funzioni di supporto sul processo ed alternano gli incontri con momenti di formazione istituzionale.
Risalendo alle origini, fu il padre di Reg che potrebbe avere il merito di avere ispirato il figlio. Quando Reg aveva 5 anni, suo padre fu incaricato di scoprire il motivo per cui nessuno aveva previsto che il Titanic sarebbe potuto affondare. Dopo aver intervistato molti degli ingegneri che furono coinvolti nel progetto, scoprì che molti di loro avevano serie preoccupazioni sulla nave, ma furono riluttanti a farle conoscere, specialmente come voce fuori dal coro. Più tardi Reg e suo padre si convinsero di aver scoperto la chiave per creare un ambiente dove i problemi e le preoccupazioni potessero emergere in modo sicuro e senza intimidazioni; da qui nacque l'action learning.
L'approccio che si sviluppò in Europa a partire dall'idea di Revans con particolare riguardo alla psicologia industriale e delle organizzazioni, definisce l'azione umana come un comportamento orientato all'obiettivo e ne esplicita le fasi più importanti:
- la definizione di un obiettivo.
- il processo decisionale.
- la pianificazione degli obiettivi.
- l'esecuzione ed il successivo controllo ed implementazione attraverso attività di feedback.

### Autori e scuole di pensiero
Oltre a Revans i maggiori teorici/ professionisti che hanno cercato di dare una definizione all'action learning sono:
- Michael Marquardt che ha sintetizzato la teoria fondamentale di Revans in un set facilmente comprensibile di elementi attraverso numerose pubblicazioni e ha costituito il World Institute For Action Learning (WIAL) per la certificazione dei coach in Action Learning
- Mc Nulty[6]
- Mc Gill E Beaty[7]
- Pedler[8]
- Marsick, Cederholm, Turner E Pearson[9]
- Mumford[10]

Attraverso le definizioni di questi teorici si ramificano quattro scuole di pensiero che presentano diverse idee di come mettere in pratica l'action learning:
1. Scuola scientifica: si basa sui primi lavori di Revans e utilizza un approccio razionale finalizzato allo sviluppo manageriale, incentrato su tre sistemi interattivi:
  - la combinazione di elementi che caratterizzano i comportamenti dei manager di fronte a delle decisioni (Alfa)
  - l'implementazione della strategia pianificata (Beta)
  - lo sviluppo personale, cioè una predisposizione mentale con cui i manager affrontano le situazioni (Gamma)
2. Scuola esperienziale: si basa su ciò che afferma Kolb[12], cioè che esistono quattro fasi per l'applicazione dell'action learning:
  - fare esperienza;
  - riflettere sull'esperienza;
  - concetti d'esperienza:
  - mettere in pratica le nuove idee.
3. Scuola di riflessione critica: gli obiettivi di questa scuola sono la trasformazione personale e organizzativa[13].
4. Scuola tacita o apprendimento fortuito: si differenzia dalle altre teorie per la mancanza di una specifica intenzione nei confronti dell'apprendimento[14].

### Applicazione oggi
Oggi l'action learning è utilizzato soprattutto per lo sviluppo manageriale.
I gruppi in questo caso si riuniscono al fine di: lavorare su problemi gestionali svolti su base volontaria che coinvolgano tutti i membri, rendere chiaro il problema per renderlo capibile da tutti, intraprendere azioni date dall'intuizione, sviluppare un lavoro in team efficace, apprendimento in sé, "impariamo ad imparare".
L'action learning inoltre viene utilizzato nelle organizzazioni che richiedono un alto grado di prestazione ai loro membri e viene impiegato per la formazione degli insegnanti.
L'action learning oggi viene usato come strumento per ridurre l'isolamento del leader attraverso il riallacciamento ai diversi livelli dell'organizzazione. Si commette un errore se si va a pensare che l'action learning agisca al fine di ottimizzare la gestione altrui, in quanto esso da un contributo importante alla gestione della persona stessa (che senza dubbio avrà poi ripercussioni positive sulla gestione del gruppo). Nello specifico ci aiuta a comprendere noi stessi in un certo contesto, a capire come l'esito di una situazione sia influenzato da nostri comportamenti e dalle nostre scelte, ci aiuta a capire quanto un problema sia causa della nostra incapacità a comprenderlo facendoci riflettere ed operare in maniera nuova.
Va sottolineato come sempre più le aziende vogliano leader con sviluppate capacità comunicative, interpersonali, di problem solving, di gestione degli errori, così l'action learning può permettere lo sviluppo di queste competenze.
Viene utilizzato poi per prevenire il rischio stress lavoro-correlato, soprattutto per le posizioni che richiedono maggiori responsabilità come quelle dei manager.
Può anche acquisire un approccio clinico, avvicinandosi così all'esperienza della "concezione operativa" del gruppo sviluppata dalla scuola psicoanalitica in Argentina. È opportuno qui però che l'approccio venga reso chiaro e consapevole, in quanto vi sarà una sottolineatura non solo della ricorsività tra azione e conoscenza ma soprattutto nelle implicazioni emozionali profonde che emergeranno.